# Consistoire Vesoul-Épinal
Das Consistoire Vesoul-Épinal, zunächst mit Sitz in der französischen Stadt Vesoul und ab 1896 in Épinal, wurde 1872 neu geschaffen. Es unterstand wie alle anderen regionalen Konsistorien dem Consistoire central israélite, das von Napoleon durch ein kaiserliches Dekret vom 15. März 1808 geschaffen wurde.
Nach der Niederlage im Deutsch-Französischen Krieg und dem Verlust des Elsass und Teilen Lothringens wanderte ein Teil der Bevölkerung, darunter viele Juden, als Optanten aus dem neu geschaffenen Reichsland Elsass-Lothringen nach Frankreich aus. Deshalb entstanden 1872 neue Konsistorien in Lille und Vesoul.

## Aufgaben
Die Konsistorien, die einen halbstaatlichen Status erhielten, sollten nach protestantischem Vorbild die inneren Angelegenheiten der jüdischen Glaubensgemeinschaft regeln. Das Konsistorium hatte den Kultus zu verwalten, die Juden zur Ausübung nützlicher Berufe anzuhalten und den Behörden die jüdischen Rekruten zu benennen.
In der dreigliedrigen hierarchischen Struktur stand oben das Consistoire central israélite (Zentrales Konsistorium) in Paris, dem die regionalen Konsistorien (Consistoires régionaux) unterstanden, und diesen waren die einzelnen jüdischen Gemeinden (communautés juives) untergeordnet. Die Konsistorien hatten die Aufgabe, die Religionsausübung innerhalb der staatlichen Gesetze zu überwachen und die Steuern festzulegen und einzuziehen, damit die Organe der jüdischen Konfession ihre Ausgaben bestreiten konnten.
Mit dem 1905 in Kraft getretenen Gesetz zur Trennung von Kirche und Staat endete die Zeit der Konsistorien. Die jüdischen Gemeinden mussten sich nun als Vereinigungen (associations) konstituieren und ohne staatliche Zuwendungen auskommen.

## Mitglieder
Jedes regionale Konsistorium besaß einen Großrabbiner und vier Laienmitglieder, die von den jüdischen Notabeln der angeschlossenen Gemeinden gewählt wurden.

## Gemeinden
Nach dem Calendrier à l'usage des israélites für 1875/76 war das Konsistorium Vesoul für die jüdischen Gemeinden der Départements Haute-Marne, Haute-Saône, Territoire de Belfort und Vosges zuständig:
- Jüdische Gemeinde Vesoul
- Jüdische Gemeinde Bourbonne-les-Bains
- Jüdische Gemeinde Belfort
- Jüdische Gemeinde Bruyères
- Jüdische Gemeinde Charmes
- Jüdische Gemeinde Chaumont
- Jüdische Gemeinde Épinal
- Jüdische Gemeinde Foussemagne
- Jüdische Gemeinde Gérardmer
- Jüdische Gemeinde Giromagny
- Jüdische Gemeinde Gray
- Jüdische Gemeinde Héricourt
- Jüdische Gemeinde Joinville
- Jüdische Gemeinde Lamarche
- Jüdische Gemeinde Lure
- Jüdische Gemeinde Luxeuil-les-Bains
- Jüdische Gemeinde Neufchâteau
- Jüdische Gemeinde Rambervillers
- Jüdische Gemeinde Raon-l’Étape
- Jüdische Gemeinde Remiremont
- Jüdische Gemeinde Saint-Dié-des Vosges
- Jüdische Gemeinde Saint-Dizier
- Jüdische Gemeinde Senones
- Jüdische Gemeinde Le Thillot
- Jüdische Gemeinde Vauviller